# 吡咯并［2,3-b］吡啶
吡咯并[2,3-b]吡啶是一种有机化合物，化学式为C7H6N2。
它和氢化钠、苄溴反应，可以得到1-苄基吡咯并[2,3-b]吡啶。它和二碳酸二叔丁酯在4-二甲氨基吡啶存在下反应，可以得到1-叔丁氧羰基吡咯并[2,3-b]吡啶。